# Basse-sur-le-Rupt
Basse-sur-le-Rupt település Franciaországban, Vosges megyében. Lakosainak száma 854 fő (2022. január 1.). Basse-sur-le-Rupt Gerbamont, Thiéfosse, Vagney, Rochesson, Cornimont és Saulxures-sur-Moselotte községekkel határos.

## Népesség
A település népességének változása:
| Lakosok száma | 876  | 872  | 895  | 864  | 867  | 871  | 877  | 866  | 854  |
|               | 2013 | 2015 | 2016 | 2017 | 2018 | 2019 | 2020 | 2021 | 2022 |